# Plasmón de superficie falso
Los plasmones de superficie falsos, también conocidos como polaritones de plasmones de superficie falsos y plasmones de superficie de diseño, son ondas electromagnéticas de superficie en regímenes de microondas y terahercios que se propagan a lo largo de interfaces planas con permitividades de cambio de signo. Los plasmones de superficie falsos son un tipo de polariton de plasmón de superficie, que normalmente se propagan a lo largo de interfaces metálicas y dieléctricas en frecuencias infrarrojas y visibles. Dado que los polaritones de plasmones de superficie no pueden existir de forma natural en frecuencias de microondas y terahercios debido a las propiedades de dispersión de los metales, los plasmones de superficie falsos requieren el uso de metamateriales diseñados artificialmente.
Los plasmones de superficie falsos comparten las propiedades naturales de los polaritones de plasmones de superficie, como las características de dispersión y el confinamiento del campo por debajo de la longitud de onda. Fueron teorizados por primera vez por John Pendry et al.

## Teoría

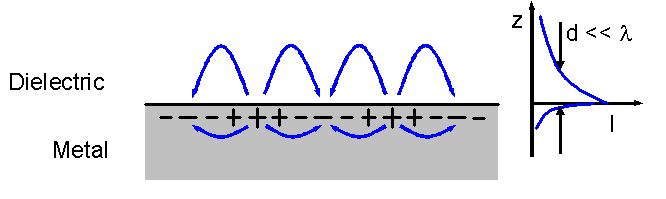
Oscilación SPP entre una interfaz metal-dieléctrico.

Los polaritones de plasmón de superficie (SPP) resultan del acoplamiento de oscilaciones de electrones deslocalizados ("plasmón de superficie") a ondas electromagnéticas ("polaritón"). Los SPP se propagan a lo largo de la interfaz entre un material de permitividad positiva y negativa. Estas ondas decaen perpendicularmente desde la interfaz ("campo evanescente"). Para un medio plasmónico que está estratificado a lo largo de la dirección z en coordenadas cartesianas, la relación de dispersión para los SPP se puede obtener resolviendo las ecuaciones de Maxwell:
{\displaystyle k_{x}={\frac {\omega }{c}}\left({\frac {\varepsilon _{1}\varepsilon _{2}}{\varepsilon _{1}+\varepsilon _{2}}}\right)^{\frac {1}{2}}}
dónde
- {\displaystyle k_{x}} es el vector de onda que es paralelo a la interfaz. Está en la dirección de propagación.
- {\displaystyle \omega } es la frecuencia angular.
- {\displaystyle c} es la velocidad de la luz.
- {\displaystyle \varepsilon _{1}} y {\displaystyle \varepsilon _{2}} son las permitividades relativas para el metal y el dieléctrico.

Según esta relación, los SPP tienen longitudes de onda más cortas que la luz en el espacio libre para una banda de frecuencia por debajo de la frecuencia del plasmón de la superficie; Esta propiedad, así como el confinamiento por debajo de la longitud de onda, permite nuevas aplicaciones en óptica y sistemas por debajo de la longitud de onda más allá del límite de difracción. Sin embargo, para bandas de frecuencia más bajas, como microondas y terahercios, no se admiten los modos de polaritones de plasmón superficial; Los metales funcionan aproximadamente como conductores eléctricos perfectos con funciones dieléctricas imaginarias en este régimen.  Según el enfoque del medio eficaz, las superficies metálicas con elementos estructurales por debajo de la longitud de onda pueden imitar el comportamiento del plasma, lo que da como resultado excitaciones artificiales de polaritones de plasmón superficial con un comportamiento de dispersión similar.
Para el caso canónico de un medio metamaterial formado por finos alambres metálicos sobre una red cuadrada periódica, la permitividad relativa efectiva se puede representar mediante la fórmula del modelo Drude:
{\displaystyle \varepsilon _{eff}=1-{\frac {\omega _{p}^{2}}{\omega \left(\omega +i{\frac {\varepsilon _{0}a^{2}\omega _{p}^{2}}{\pi r^{2}\sigma }}\right)}}}
{\displaystyle \omega _{p}^{2}={\frac {2\pi c^{2}}{a^{2}ln(a/r)}}}
dónde
- {\displaystyle \omega _{p}} es la frecuencia plasmática efectiva del medio.
- {\displaystyle \varepsilon _{0}} es la permitividad del vacío.
- {\displaystyle a} es el periodo reticular.
- {\displaystyle r} es el radio de los alambres constitutivos.
- {\displaystyle \sigma } es la conductividad eléctrica del metal.

## Métodos y aplicaciones
El uso de estructuras de sublongitud de onda para inducir excitaciones plasmónicas de baja frecuencia fue teorizado por primera vez por John Pendry et al. en 1996; Pendry propuso que se puede utilizar una red periódica de alambres metálicos delgados con un radio de 1 μm para soportar modos de superficie, con una frecuencia de corte de plasma de 8,2 GHz. En 2004, Pendry et al. amplió el enfoque a las superficies metálicas que están perforadas por agujeros, denominando las excitaciones artificiales del SPP como "plasmones de superficie falsos".
En 2006, se demostró mediante simulaciones FDTD la propagación de pulsos de terahercios en estructuras metálicas planas con agujeros. Martín-Cano et al. ha realizado la modulación espacial y temporal de modos guiados de terahercios a través de estructuras paralelepípedas metálicas, que denominaron "plasmones dominó".  Las estructuras plasmónicas falsas del diseñador también se diseñaron para mejorar el rendimiento de los láseres de cascada cuántica de terahercios en 2010.
Se propusieron plasmones de superficie falsos como una posible solución para disminuir la diafonía en circuitos integrados de microondas, líneas de transmisión y guías de ondas. En 2013, Ma et al. demostró una conversión coincidente de una guía de ondas coplanar con una impedancia característica de 50 Ω a una estructura plasmónica falsa. En 2014, se realizó la integración de un amplificador comercial de bajo ruido con estructuras plasmónicas falsas; Según se informa, el sistema funcionó de 6 a 20 GHz con una ganancia de alrededor de 20 dB. Kianinejad et al. también informó sobre el diseño de una línea de transmisión plasmónica falsa de onda lenta; También se demostró la conversión de modos de microcinta cuasi-TEM a modos de plasmón falso de TM.
Khanikaev et al. informaron modos de plasmón de superficie falsos no recíprocos en un conductor estructurado incrustado en un medio magnetoóptico asimétrico, lo que resulta en una transmisión unidireccional. Pan et al. observaron el rechazo de ciertos modos de plasmón falso con una introducción de partículas metamateriales eléctricamente resonantes en la tira plasmónica falsa. También se demostraron plasmones de superficie falsos localizados para discos metálicos en frecuencias de microondas.

## Otras lecturas
- Huidobro, Paloma Arroyo; Fernández-Domínguez, Antonio I.; Pendry, John B.; Martín-Moreno, Luis; Garcia-Vidal, Francisco J. (January 2018). Spoof Surface Plasmon Metamaterials. Cambridge University Press. ISBN 9781108553445. doi:10.1017/9781108553445.

- Datos: Q96406195